# Albert Llovera
Albert Llovera Massana (ur. 11 września 1966 w Andorze) – andorski rajdowiec i były narciarz alpejski, olimpijczyk. Brał udział w igrzyskach w roku 1984 (Sarajewo) w wieku 17 lat. w 1985 miał poważny wypadek, po którym jest sparaliżowany od pasa w dół. Po tym zdarzeniu zaczął startować w zawodach samochodowych, używając specjalnie dostosowanego samochodu. Obecnie startuje w Super 2000 World Rally Championship.

## Kariera
Jako siedemnastolatek wystartował w zawodach narciarskich na Zimowych Igrzyskach Olimpijskich 1984 w Sarajewie, jako reprezentant Andory. Rok później, w 1985 startując w Pucharze Europy, również w Sarajewie, miał poważny wypadek, którego skutkiem była paraplegia kończyn dolnych.
Po tym zdarzeniu, rozpoczął starty w wyścigach, najpierw quadów, później samochodów. w 1989 wygrał Peugeot Railly Cupw Andorze. W 2001, przy wsparciu Fiata, rozpoczął starty w Junior World Rally Championship, prowadząc Fiata Punto S1600. Kontynuował rywalizację w 2002 roku.
Po startach w Hiszpanii w wybranych rajdach, powrócił do światowej rywalizacji w 2010 roku, do Super 2000 World Rally Championship, kierując Fiata Abarth Grande Punto S2000. Swój pierwszy występ, w Rajdzie meksyku 2010 ukończył na piątym miejscu w klacie SWRC. Najlepszy występ zaliczył w Rajdzie Hiszpanii 2010, który jednak nie był rundą SWRC. Kontynuuje rywalizacje w 2011 roku (4. miejsce w Rajdzie Jordanii 2011 w swojej klasie).

## Zimowe Igrzyska Olimpijskie, Sarajewo 1984
| Konkurencja   | I zjazd | I zjazd | II zjazd | II zjazd | Łącznie | Łącznie |
| Konkurencja   | Czas    | Miejsce | Czas     | Miejsce  | Czas    | Miejsce |
| ------------- | ------- | ------- | -------- | -------- | ------- | ------- |
| Slalom gigant | DNF     | DNF     | DNF      | DNF      | DNF     | DNF1    |
| Slalom        | DNF     | DNF     | DNF      | DNF      | DNF     | DNF1    |
| Zjazd         | —       | —       | —        | —        | 1:57,88 | 48.     |